# Havita
Little Hiawatha (conhecida no Brasil como Havita ou Caramurú) é um personagem surgido em 1937 no curta de animação Little Hiawatha da série Silly Symphonies (Sinfônias Ingênuas, a mesma em que apareceu o Pato Donald em 1934) dos Estúdios Disney.
Originalmente, Hiawatha é o nome de um  lendário ameríndio iroquês, descrito como um grande líder e orador de seu povo.
Na versão Disney ele é uma criança índia, que vive suas aventuras com os animais da floresta ao lado de sua irmã e amiga Pão de Mel. Suas peraltices por vezes irritam o pai, o chefe da tribo. Eventualmente, aparecem homens brancos (geralmente maus) em suas aventuras.

## Histórias em quadrinhos
A primeira história em quadrinhos de Hiawatha apareceu na revista sueca Musse Pig-Tidningen. A partir de novembro de 1940 , uma página semanal de Hiawatha foi publicada na série  Silly Symphony no jornal dominical dos Estados Unidos. A tira dominical apresentou uma adaptação de Little Hiawatha por oito meses, de 10 de novembro de 1940 a 12 de julho de 1942, com desenhos de Charlie Thorson.
Os quadrinhos do personagem foram publicado pela primeira vez nas páginas da revista O Globo Juvenil em 1941, onde foi chamado de Caramurú.
O personagem passou a ser publicados em 1943. Primeiro, ele apareceu como personagem secundário (chamado  "Little Bear") em uma história de  Flor em Walt Disney's Comics and Stories  nº 30 (March 1943) Isso foi seguido, um ano depois, por uma história de 8 páginas encabeçada por Little Minnehaha (a melhor amiga de Hiawatha) em Walt Disney's Comics and Stories nº 43 (abril de 1944). Mais duas histórias de "Little Minnehaha" foram impressas em 1944, seguidas por aparições nos especiais de Vacation Parade em 1950 e 1951. Little Hiawatha retornou como personagem regular em Walt Disney's Comics and Stories começando com a edição nº 143 (agosto de 1952), e no final do ano, ele ganhou seu próprio one-shot: Four Color nº 439 (dezembro de 1952).
Na Europa, os quadrinhos Hiawatha desenhados localmente foram publicados nas revistas locais do Pato Donald até o século XXI.
Algumas  histórias do indiozinho foram feitas por artistas brasileiros a partir dos anos 70.